# Cartografía de Palestina

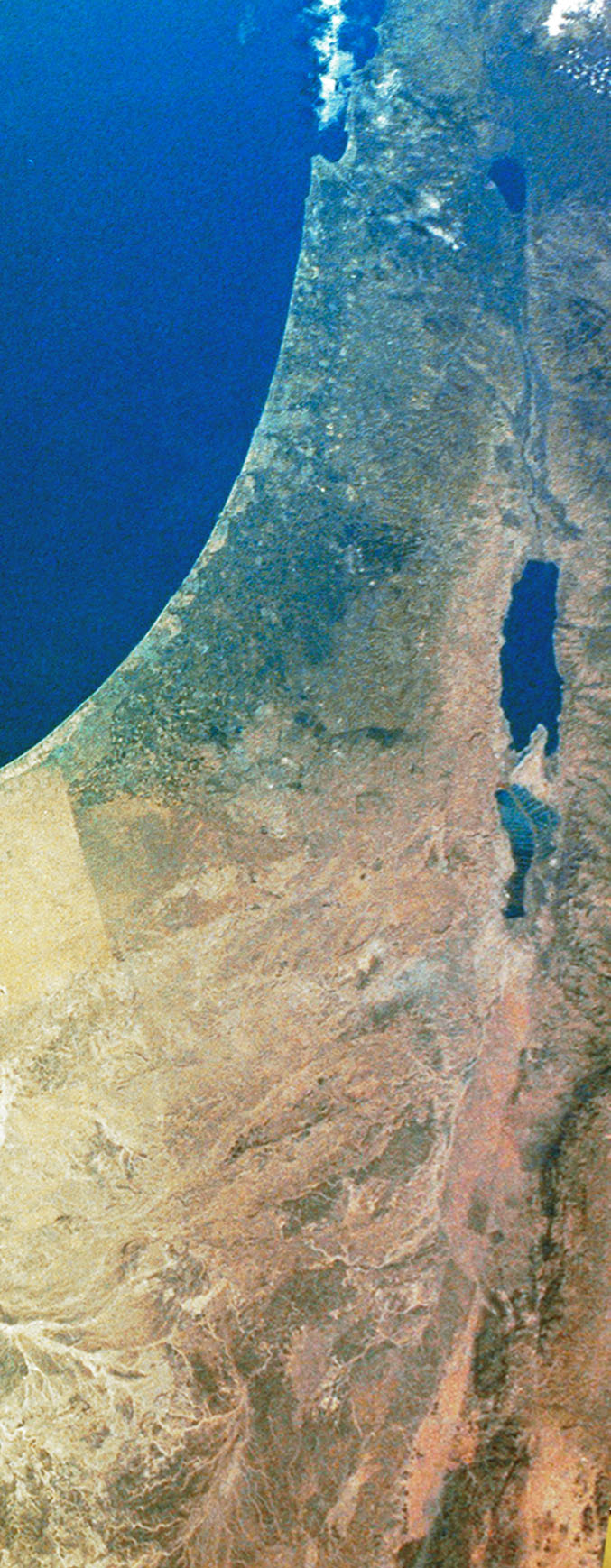
La cartografía de la región de región de Palestina, antes de las técnicas cartográficas modernas, estába enfocada en la región geográfica del Oeste de Asia que iclulle el actual Israel (frecuentemente excluyendo Néguev), Cisjordania, la franja de Gaza, y en algunas definiciones partes del oeste del Jordán.

La Cartografía de  la región de Palestina, también llamada Cartografía de la Tierra Santa y Cartografía de la tierra de Israel, es la creación, edición, proceso e impresión de mapas de la región de Palestina de los tiempos antiguos, hasta la aparición de las técnicas topográficas modernas. Durante varios siglos en la Edad Media la cartografía de la Tierra Santa era la  más importante de toda la cartografía, y ha sido descrita como un "tema obsesivo en el arte de los mapas".
La historia de mapas de palestina está dominada por dos tradiciones cartográficas: La escuela bíblica y la escuela clásica. Los primeros mapas que han sobrevivido de la tradición bíblica, se derivan de los intentos de los primeros Padres de la Iglesia por identificar e ilustrar las primeras localizaciones mencionadas en  la Biblia, y proporcionar mapas para la Peregrinación cristiana. Los primeros mapas que han sobrevivido de la tradición clásica se derivan de los trabajos Científicos de la Edad Antigua sobre el Mundo greco-romano; el redescubrimiento europeo, sobre el  1400, del los trabajos de Ptolomeo dio fin a laº dominación de la tradición bíblica. Muchos  Geógrafos greco-romanos describieron la región de Palestina en sus escritos, sin embargo, no ha quedado ningún  original pre-moderno o copia de esos mapas. Las ilustraciones de hoy día de esos mapas, según esos geógrafos, tal como Hecateo de Mileto,  Heródoto o Eratóstenes; son reconstrucciones modernas. Los mapas clásicos más antiguos que sobreviven de la región son versiones bizantinas de 4.º mapa de Asia de Ptolomeo. La historia cartográfica de Palestina, por tanto, comienza con Ptolomeo, cuyo trabajo estaba basado en el geógrafo local Marino de Tiro.
La primera lista de mapas de la región se hizo a finales del siglo 19, por Titus Tobler en su Bibliografía Geográfica de Palestina de 1867 y posteriormente por Reinhold Röhricht en su Biblioteca Geográfica de Palestina de 1890. En una serie de artículos en la Revista de la Asociación Alemana para el Estudio de Palestina, entre 1891 y 1895, Röhricht presentó el primer análisis detallado de mapas de la región en la Edad Media y finales de la misma. Le siguió, en 1939-40, la Historia de la Cartografía de Palestina de Hans Fischer. Este artículo listaba mapas que desarrollaron la cartografía de la región antes de la aparición de las técnicas modernas de topografía, mostrando como la cartografía y topografía mejoraron y ayudaron a los ajenos a una mejor comprensión de la geografía de la zona. Los mapas imaginarios y copias de mapas existentes son excluidos.

## Mapas importantes de Palestina

### Primeros mapas (Siglos II a X)
| Fecha     | Título                        | Cartógrafo              | Comentarios | Nombre dado a la región                                                                                                 | Imagen |
| --------- | ----------------------------- | ----------------------- | --- | --- | ------ |
| 150       | 4.º Mapa de Asia de Ptolomeo  | Claudio Ptolomeo        | La copia más antigua conocida, mostrada aquí, es el Codex Vaticanus Urbinas Graecus 82, aunque procede de un manuscrito de laGeografía de Ptolomeo montada por Maximus Planudes en Constantinopla a.d. 1300. El mapa de Ptolomeo está considerado como el "prototipo de delineación" de la región. | Las letras grandes y rojas en el centro dicen en griego: Παλαιστινης o Palaistinis.                                     |        |
| 385       | Mapa Jerome                   | San Jerónimo y Eusebius | La primera copia conocida es de 1150, el "mapa Tournai de Asia", mostrado aquí. El mapa procede de un manuscrito de Jerome's De situ et nominibus locorum Hebraeorum, del cual Jerome declara ser una copia del Onomasticón de Eusebio Cesarea. Jerome también explica que Eusebio compuso un mapa que mostraba las divisiones de las Doce tribus de Israel; de la cual no ha sobrevivido ninguna copia. | No se muestra ningún nombre de región                                                                                   |        |
| 410       | Notitia Dignitatum            | Desconocido             | Notitia Dignitatum de. 410 A.D. mostrando showing Dux Palestinae, una región militar del Imperio bizantino. Este manuscrito de 1436, de Peronet Lamy es la copia más antigua que sobrevivió completa y fue creada después del desaparecido "Codex Spirensis". | Dux Palastinae |        |
| 450       | Tabula Peutingeriana          | Desconocido             | Se cree que es el único mapa superviviente del cursus publicus romano, red de carreteras del estado romano. El mapa fue creado por un monje en Colmar al Este de Francia en 1265. Lleva el nombre del anticuario alemán Konrad Peutinger y conservado en la Biblioteca Nacional de Austria, en Viena. | No se muestra ningún nombre de región                                                                                   |        |
| c.560–565 | Mapa de Madaba                | Desconocido             | El primer mapa de Palestina que sobrevivió en su forma original y el más antiguo mosaico geográfico conocido en la historia del arte. El mosaico fue descubierto en 1884 pero no se llevó ninguna investigación hasta 1896. Se ha usado ampliamente para la localización y verificación de lugares en la Palaestina Prima bizantina. Es el mapa más antiguo que muestre la división de las Doce Tribus.  | Etiquetas en griego: οροι Αιγυπτου και Παλαιστινης, oroi Aigyptou kai Palaistinis, Los "Límites de Egipto y Palestina". |        |
| 776       | Mapamundi de Beato de Liébana | Beato de Liébana        | El primer mapamundi cristiano medieval de importancia para la cartografía de Palestina. Esta copia de 1060 se cree que es la más próxima al original de los 14 manuscritos que sobrevivieron. | No se muestra ningún nombre de región                                                                                   |        |
| 952       | Mapa de Al-Istajri            | Al-Istajri              | Dibujado en 952 AD, copia de . | No se muestra ningún nombre de región                                                                                   |        |
| 995       | Mapa de Algodón Cotton map    | Desconocido             | conocido como el mapa mundi "Anglosajón". Es el primer mapamundi (no solo la rregión) que muestra la división de las Doce Tribus. Se cree que está basaso en el mapa de Orosius, que ya no existe. | No se muestra ningún nombre de región                                                                                   |        |

### Mapas de las cruzadas (siglos XII a XIV)
| Fecha | Título                                           | Cartógrafo                               | Comentairos | Nombre dado a la región | Imagen                                            |
| ----- | ------------------------------------------------ | ---------------------------------------- | --- | --- | ------------------------------------------------- |
| 1154  | Tabula Rogeriana                                 | Muhammad al-Idrisi                       | La Tabula Rogeriana fue creada en 1154. Copia de 1533. | En medio de la página derecha, en color negro letra pequeña figura la etiqueta en árabe: فلسطين‎, romanizado: Filasṭīn, lit. 'Palestine' | A detailed map of Palestine from the 12th century |
| 1100s | Mapa Ashburnham Libri                            | Desconocido                              | La hoja de mapa más antigua de Europa superviviente después del siglo IX. | No se muestra ningún nombre de región | A detailed map of Palestine from the 12th century |
| 1100s | Mapa de Tournai                                  | Desconocido                              | Copia del Siglo XII de un mapa de Asia al que acompañaba un manuscrito en latín Liber De Situ Et Nominibus Locorum Hebraeorum. (Libro de Lugares y Nombres Hebreos). Es un trabajo del siglo IV a V de San Jerónimo. | No se muestra ningún nombre de región | A detailed map of Palestine from the 12th century |
| 1250  | Mapa de Outremer de Oxford                       | Mateo de París                           | Creado en 1250. Se cree ser de Mateo de París. | El Rio Río Kishon tiene el siguiente texto sobre él: en latín: Iste torrens q[ui] parvus est, dividit Siriam a palestinam, i[d est] terram sactam q[ue] est versus austrum et palestinam que est versus aquilonem, lit. 'Este Rio, que es pequeño, separa Siria de Palestina, esto es, la Tierra Santa, que está al sur, y Palestina, que está al norte.' | A detailed map of Palestine from the 13th century |
| 1300  | Primer mapa de Burchard                          | Burchard de Mote Sion                    | Es considerado el mapa más antiguo conocido de Burchard . | No se muestra ningún nombre de región | A detailed map of Palestine from the 14th century |
| 1300s | Siguiente mapa de Burchard                       | Burchard de Mote Sion                    | Un mapa, posterior, atribuido a Burchard. | No se muestra ningún nombre de región | A detailed map of Palestine from the 14th century |
| 1321  | Mapa de Marino Sanuto el Viejo y Pietro Vesconte | Marino Sanuto el Viejo y Pietro Vesconte | Descrito por Adolf Erik Nordenskiöld como "El primer mapa no Ptolemaico de una tierra concreta". Publicado en el Liber Secretorum Fidelium Crucis. Es un trabajo con la intención de reanimar el espíritu de las cruzadas. Es considerado el "primer mapa moderno de Palestina" y sirvió como base para la mayoría de mapas modernos de Palestina, durante los siglos posteriores. | Tierra Santa | A detailed map of Palestine from the 14th century |

### Mapas importantes de siglos XV a XVIII
| Fecha     | Título               | Cartógrafo                          | Comentairos | Nombre dado a la región | Imagen                                            |
| --------- | -------------------- | ----------------------------------- | --- | --- | ------------------------------------------------- |
| 1459      | Mapa de Fra Mauro    | Fra Mauro                           | Mapa de 1459, considerado el más preciso de su época. Fra Mauro llegó a conocer bien el Oriente Próximo en sus viajes como soldado. | Muestra la región de "Palestina" | A detailed map of Palestine from the century      |
| 1475      | Mapa de Berlinghieri | Francesco Berlinghieri              | Publicado en el Rudimentum Novitorium, era una versión del Mapa de Ptolomeo,. Junto con tres mapas también actualizados de países europeos. Adolf Erik Nordenskiöld lo describió como el "primer germen de la cartografía moderna"·                                                                                        | Titulado "Palestina Moderna et Terra Sancta" (Palestina moderna y Tierra Santa) | A detailed map of Palestine from the 15th century |
| 1532      | Mapa de Ziegler      | Jacob Ziegler                       | Mapa de 1532 de Jacob Ziegler El mapa es importante para el desarrollo de la cartografía de Palestina, ya que representa una de las primeras síntesis de múltiples fuentes, incluyendo Burchard de Monte Sion, Sanuto, Ptolomeo, Estrabón, Plinio el Viejo, the Itinerario de Antonino, San Jerónimo y Eusebio de Cesarea. | "Universalis Palaestinae, continens superiores partuculares tabulas" | A detailed map of Palestine from the century      |
| 1537      | Mapa de Mercator     | Gerardus Mercator                   | Mapa de 1534 de Gerardus Mercator, tres décadas antes publicó sus famosa Proyección Mercator. Este mapa fue el primer mapa publicado de Mercator, y estaba basado en el mapa de Jacob Ziegler. | La etiqueta "Candido lectori s[alus]. Palestinam hanc..." se traduce como: "Buen lector, felicidades! Hemos dibujado en este mapa Palestina y la ruta de los Hebreos, desde Egipto a las rocosas regiones de Arabia". | A detailed map of Palestine from the century      |
| 1570      | Mapa de Ortelius     | Abraham Ortelius                    | Mapa de 1570 del atlasTheatrum Orbis Terrarum. Es una representación, de Ortelius, de la Palestina bíblica en su atlas contemporáneo. Matari lo describió como un acto "cargado de teología, escatológico, y finalmente de restaruración para-colonial".                                                                   | Titulado "Palaestinae Sive Totius Terrae Promissionis Nova Descriptio" (Palestina, toda la tierra prometida y una nueva descripción)                                                                                  | A detailed map of Palestine from the century      |
| 1590      | mapa de van Adrichem | Christian van Adrichem              | van Adrichem fue un sacerdote holandés. Sus mapas fueron publicados en su Theatrum Terrae Sanctae et Biblicarum Historiarum. | Terra Promissionis | A detailed map of Palestine from the century      |
| 1620      | Mapa de Zaddik       | Jacob ben Abraham Zaddiq            | Es una traducción al Hebreo del mapa de van Adrichem de 1590. Es el más antiguo mapa conocido impreso en hebreo. | La primera línea del colofón enmarcado incluye la descripción: en hebreo: ציור מצב ארצות כנען‎, lit. 'Un dibujo de la situación de las tierras de Canaan'                                                              | A detailed map of Palestine from the century      |
| 1648–1657 | Mapa de Celebi       | Kâtip Çelebi                        | Esta es la copia de 1732 del geógrafo otomano Kâtip Çelebi (1609–57) del primer atlas impreso del Imperio Otomano. En él está representado el primer mapa detallado de las provincias asiáticas del imperio. | Muestra la frase ارض فلسطين (tierra de Palestina) extendiéndose verticalmente a lo largo del Río Jordán. | A detailed map of Palestine from the 17th century |
| 1683      | Mapa de Mallet       | Alain Manesson Mallet               | Mapa de la Siria Moderna (1683) de la Description De l'Universe de Alain Manesson Mallet | Judea y Palestina | A detailed map of Palestine from the century      |
| 1720      | Mapa Weigel          | Christoph Weigel                    | De un mapa de Arabia titulado Arabiae Veteris Typus, publicado en 1720. | Palestina | A detailed map of Palestine from the century      |
| 1736      | Mapa de Moll         | Herman Moll                         | Publicado en 1736 en su Atlas Minor. | Palestina | A detailed map of Palestine from the century      |
| 1794      | Mapa de d'Anville    | Jean Baptiste Bourguignon d'Anville | Publicado en 1794, casi treinta años después de su Mapa de la Palestina Bíblica de 1767. | Palestina | A detailed map of Palestine from the century      |

### Mapas importantes siglo XIX
| Fecha     | Título                                      | Cartógrafo                              | Comentairos | Nombre dado a la región                                                                                | Imagen                                            |
| --------- | ------------------------------------------- | --------------------------------------- | --- | --- | ------------------------------------------------- |
| 1799      | Carte de l'Égypte (Description de l'Égypte) | Pierre Jacotin                          | Preparados originalmente durante la Campaña napoleónica en Egipto y Siria. Consta de 47 láminas. El área de Palestina esta cubierta por las hojas 43 a 47. Es el primer mapa basado en tiangulación de Palestina y fue usado como base para muchos otros mapas de la región hasta el estudio topográfico del PEF en la década de 1870. Es considerado como defectuoso, en principio porque incluye un número notable se detalles incorrectos o imaginados, que fueron añadidos al mapa ad libitum en lugares donde los franceses no habían tenido posibilidad de tomar medidas. | Palestina                                                                                              | A detailed map of Palestine from the century      |
| 1803      | Atlas Cedid                                 | Müderris Abdurrahman Efendii            | Es el primer atlas moderno del Imperio Otomano. Forma parte de las reformas Nizam-ı Cedid, del Sultán Selim III. Muestra la Siria Otomana de 1803. Está considerado como la base del mapa d'Anville de 1794 (publicado en el Atlas General de William Faden). Contenía adaptaciones importantes para representar la geografía de las provincias otomanas. | Muestra la frase "أرض فلاستان" (Tierra de Palestina) con grandes letras en la parte inferior izquierda | A detailed map of Palestine from the century      |
| 1822      | Mapa de Burckhardt                          | Johann Ludwig Burckhardt                | | Palestina, y Tierra Santa                                                                              | A detailed map of Palestine from the century      |
| 1840      | Mapa de losRoyal Engineers                  | Charles Rochfort Scott                  | El estudo topográfico de Ejército Británico fue realizado durante la Crisis Oriental de 1840. Fue el segundo intento de cartografiar Palestina, con técnicas modernas, mediante triangulación. No fue publicado en ese momento, aunque se hizo una impresión privada en 1846 para el Ministerio de Asuntos Exteriores Británico que fue usada para la creación del mapa de Van de Velde. | Ninguna                                                                                                | A detailed map of Palestine from the 19th century |
| 1843      | Mapa de Hughes                              | William Hughes                          | Muestra, en detalle, los distritos administrativos otomanos. Fue realizado para la Sociedad para la Difusión de Conocimientos. Hughes había estado realizando mapas populares de Palestina durante casi una década, especialmente en su Atlas ilustrado de la geografía de las sagradas escrituras de 1840. | Palestina                                                                                              | A detailed map of Palestine from the 19th century |
| 1849      | Mapa de Lynch                               | William F. Lynch                        | Preparado en nombre de Oficina Hidrográfica de los Estados Unidos. Publicado en la Narrativa de la expedición de los Estados Unidos al Río Jordán y Mar Muerto. | El Mar Muerto y el Río Jordán                                                                          | A detailed map of Palestine from the 19th century |
| 1856      | Mapa de Kiepert                             | Heinrich Kiepert                        | Publicado en 1856 para acompañar la segunda edición de Investigaciones Bíblicas en Palestina de Edward Robinson, conocido como el "Padre de la geografía bíblica". | Palestina meridional                                                                                   | A detailed map of Palestine from the 19th century |
| 1858      | Mapa de Van de Velde                        | Charles William Meredith van de Velde   | Publicado en 1858. Uno de los mapas más precisos publicados antes del estudio cartográfico del PEF. | Tierra Santa                                                                                           | A detailed map of Palestine from the 19th century |
| 1870      | Leves en Galilee                            | Jean-Joseph Mieulet and Isidore Derrien | Es continuación de un mapa de Líbano. Se pretendió que fuera la primera parte de un levantamiento completo de Palestina, pero la expedición fue reclamada de nuevo en Francia al estallar la guerra Franco-Prusiana. Fue publicado en 1873. | Galilea                                                                                                | A detailed map of Galilee from the 19th century   |
| 1872-1880 | Estudo cartográfico del PEF                 | Charles Wilson and others               | Realizado por el Fondo para la Exploración de Palestina, con apoyo del Ministerio de Defensa. Constituyó el punto álgido del trabajo cartográfico en Palestina del siglo XIX. | 26 hojas de "Palestina occidental" y 1 hoja de "Palestina oriental".                                   | A detailed map of Palestine from the 19th century |

## Cartografía moderna
- Commons:Maps of Palestine from the German Vermessungsabteilung (1918), and Gottlieb Schumacher
- Survey of Palestine (1920-48)
- Survey of Israel (1948 onwards)

## Mapas bíblicos/imaginarios
- John Speed map of Canaan
- Nolin map